# Michael Pennington
Michael Pennington, teljes nevén Michael Vivian Fyfe Pennington (Cambridge, 1943. június 7. –) angol színházi és televíziós rendező, színész.

## Élete és pályafutása
A Cambridgeshire megyei Cambridgeben, Angliában született egy skót anya és egy walesi apa gyermekeként. Londonban nevelkedett. Szülővárosában, a Marlborough College-ben és Trinity College-ben tanult 1961 és 1964 között. Az iskola elvégzése után a Nemzeti Ifjúsági Színház tagja lett.
Karrierjének nagy részét színpadon töltötte olyan darabokban, mint az 1969-es és 1980-as Hamlet, az 1976-os Rómeó és Júlia, az Oidipusz király, az 1990-es Három nővér, az 1996-os Komédiás, és az 1999-es Nagy szemérmetlenség. 1986-ban Michael Bogdanov rendezővel megalapították az Angol Shakespeare Társaságot. Társrendezőként olyan darabokat rendezett mint a Rózsák háborúja, a Macbeth, a IV. Henrik és az V. Henrik. Az amerikai Chicago Shakespeare Színházban és Tokióban a Vízkereszt, vagy amit akartok című darabot, Londonban a Szent Iván-éji álmot rendezte.
Fontosabb televíziós megjelenése az 1984-es Freudban, az 1987-es Sherlock Holmes visszatérben és a 2004-es Fragileben volt, ám a legjelentősebb szerepe Jerjerrod moff volt az 1982-es A Jedi visszatérben, a Csillagok háborúja utolsó epizódjában. A Birodalom visszavág speciális DVD kiadásában is megjelenik.